# Pentathlon aeronautico
Il pentathlon aeronautico è una disciplina, simile al pentathlon moderno che viene praticata esclusivamente da atleti militari in occasione dei relativi campionati mondiali militari  e dei Giochi mondiali militari, entrambe le manifestazioni organizzate dalla federazione internazionale che governa lo sport militare, il Conseil International du Sport Militaire.

## Storia
Fu il comandante Edmond Petit dell'Armée de l'air che nel 1948 ideò il pentathlon aeronautico .

## Specialità
- Tiro
- Nuoto ad ostacoli
- Scherma
- Pallacanestro (tiro a canestro ad ostacoli e tiri liberi)
- Evasione (prova mista comprendente un percorso ad ostacoli ed una prova di Orientamento)